# Меланохалеа елегантна
Меланохалеа елегантна (Melanohalea elegantula) — лишайник, що відноситься до родини Parmeliaceae.

## Опис
Його природоохоронний статус — рідкісний. Це реліктовий (пліоценовий) вид, його поширення заходить до Європи (дуже спорадично — арктичні райони, Центральна та Атлантична), Кавказу, західного Пакистану, Південної Сибіру, Північної Африки та Південної Америки. В Україні вид зустрічається в Карпатах, Гірському Криму та південному березі Криму. Чисельність популяцій скорочується з наступних причин: вирубування лісів, забруднення повітря та рекреаційне навантаження. Умови місцезростання — стовбури листяних дерев. Зовнішній вигляд слані до десяти сантиметрів завширшки, листуватий, від блідо-оливково-сірої до темно-оливковокоричневої; лопаті від одного до чотирьох (іноді семи) сантиметрів завширшки, досить рівні, коротко-округлі або дещо видовжені; ізидії циліндричні, вгорі інколи головчасто потовщені та скупчені у центрі. Розмноження проходить нестатевим та статевим шляхом.
Для збереження популяцій і їх охорони потрібно контролювати стан популяцій на територіях Карпатського Національного Парку, Кримського заказника та «Мис Мартьян» ПЗ. Також слід дослідити можливі місцезнаходження їх і під випадком виявлення виду взяти його під охорону. Наприклад, в заказнику «Новий Світ» (Крим).